# Евбаза (приток Евбазы)
Евбаза (Яубазы) — река в России, протекает в Дюртюлинском районе Республики Башкортостан. Левый приток реки Евбаза.

## География
Река берёт начало у села Куккуяново. Течёт на северо-восток по открытой местности. У села Староянтузово впадает в одноимённую реку Евбаза. Устье реки расположено в 16 км по левому берегу Евбазы. Длина реки составляет 27 км, площадь водосборного бассейна — 174 км².

## Данные водного реестра
По данным государственного водного реестра России относится к Камскому бассейновому округу, водохозяйственный участок реки — Белая от города Бирск и до устья, речной подбассейн реки — Белая. Речной бассейн реки — Кама.
Код объекта в государственном водном реестре — 10010201612111100025568.